# アンドレアス・リーンハルト
アンドレアス・リーンハルト（Andreas Lienhart、1986年1月28日 - ）はオーストリア・シュタイアーマルク州・グラーツ出身の元サッカー選手。現役時代のポジションはミッドフィルダー及びサイドバック。

## 経歴
当時オーストリア・ブンデスリーガに属していたグラーツァーAKの育成アカデミーを卒業し、2005年10月2日には同クラブ・トップチームの一員としてオーストリア・ブンデスリーガでのデビューを果たし、初得点も記録した。
2007年1月にエアステリーガに属するカプフェンベルガーSVに完全移籍。右サイドのミッドフィルダーとして主力に定着し、同リーグ優勝及びオーストリア・ブンデスリーガへの昇格に貢献した。
2009年7月にエアステリーガのSCRアルタッハにレンタル移籍。主力選手としてリーグ戦28試合に出場し4得点5アシストを記録した。この活躍が評価され2010年7月にSCRアルタッハに完全移籍した。2013-14年シーズンには同リーグでの優勝を果たし、オーストリア・ブンデスリーガへの昇格を2度目のチームで再度果たした。
キャリア当初は右サイドのミッドフィルダーとしてのプレーが主だったが、徐々にプレーの幅を広げ、現在ではフォーバックでのサイドバックやスリーバックのウィングバックとしてもプレーするようになった。
2009年にSCRアルタッハへ移籍して以降、リーグ戦290試合で16得点48アシストを記録、UEFAヨーロッパリーグでは8試合に出場し、ポルトガル1部に属するヴィトーリアSCを相手に1得点1アシストを記録した。
2019年6月11日、TSVハルトベルクに2年契約で移籍した。

## タイトル

### クラブ
カプフェンベルガーSV
- エアステリーガ 優勝（1回）：2007-08

SCRアルタッハ
- エアステリーガ 優勝（1回）：2013-14